# Прелучний (струмок)
Прелучний — струмок (річка) в Україні у Великоберезнянському районі Закарпатської області. Права притока річки Тур'я (басейн Дунаю).

## Опис
Довжина струмка приблизно 8,50 км, найкоротша відстань між витоком і гирлом — 6,53  км, коефіцієнт звивистості річки — 1,30 . Формується багатьма струмками.

## Розташування
Бере початок на південних схилах гори Гострої Гори (1405,2 м). Тече переважно на південний захід через урочище Прелука та понад горою Білий Камінь (1062,4 м) і впадає у річку Шипіт, верхню частину річки Тур'ї.